# Radulf Nigellus
Radulf Nigellus (zm. 30 grudnia 1188) – kardynał.
Na temat jego pochodzenia brak pewnych informacji. Wiadomo, że uzyskał tytuł magistra, nie wiadomo jednak gdzie studiował. Nominację kardynalską uzyskał 16 marca 1185, jako kardynał diakon San Giorgio in Velabro. Uczestniczył w papieskich elekcjach w listopadzie 1185, w październiku 1187 i w grudniu 1187. Podpisywał bulle papieskie między 31 marca 1185 a grudniem 1188. 12 marca 1188 uzyskał promocję do rangi kardynała prezbitera Santa Prassede.